# Челси (Ајова)
Челси (енгл. Chelsea) град је у америчкој савезној држави Ајова. По попису становништва из 2010. у њему је живело 267 становника.

## Демографија
Према попису становништва из 2010. у граду је живело 267 становника, што је 20 (7%) становника мање него 2000. године.
| Група             | 2000.       | 2010.       |
| Белци             | 193 (67,2%) | 172 (64,4%) |
| Азијати           | 2 (0,7%)    | 0 (0%)      |
| Хиспаноамериканци | 90 (31,4%)  | 91 (34,1%)  |
| Укупно            | 287         | 267         |